# Suddivisione amministrativa del Jiangsu
La provincia dello Jiangsu è suddivisa amministrativamente nei seguenti tre livelli:
- 13 prefetture (地区 dìqū)
  - 12 città-prefettura
  - 1 prefettura autonoma
- 106 contee (县 xiàn)
  - 27 città con status di contea (县级市 xiànjíshì)
  - 25 contee
  - 54 distretti (市辖区 shìxiáqū)
- 1518 città (镇 zhèn)
  - 1117 città (镇 zhèn)
  - 124 comuni (乡 xiāng)
  - 1 comune etnico (民族乡 mínzúxiāng)
  - 275 sotto-distretti (街道办事处 jiēdàobànshìchù)

| Prefetture                           | Contee, distretti e città | Contee, distretti e città | Contee, distretti e città |
| Prefetture                           | Nome                      | Cinese (S)                | Pinyin                    |
| ------------------------------------ | ------------------------- | ------------------------- | ------------------------- |
| Nanchino 南京市 Nánjīng Shì          | Distretto di Xuanwu       | 玄武区                    | Xuánwǔ Qū                 |
| Nanchino 南京市 Nánjīng Shì          | Distretto di Baixia       | 白下区                    | Báixià Qū                 |
| Nanchino 南京市 Nánjīng Shì          | Distretto di Qinhuai      | 秦淮区                    | Qínhuái Qū                |
| Nanchino 南京市 Nánjīng Shì          | Distretto di Jianye       | 建邺区                    | Jiànyè Qū                 |
| Nanchino 南京市 Nánjīng Shì          | Distretto di Gulou        | 鼓楼区                    | Gǔlóu Qū                  |
| Nanchino 南京市 Nánjīng Shì          | Distretto di Xiaguan      | 下关区                    | Xiàguān Qū                |
| Nanchino 南京市 Nánjīng Shì          | Distretto di Pukou        | 浦口区                    | Pǔkǒu Qū                  |
| Nanchino 南京市 Nánjīng Shì          | Distretto di Luhe         | 六合区                    | Lùhé Qū                   |
| Nanchino 南京市 Nánjīng Shì          | Distretto di Qixia        | 栖霞区                    | Qīxiá Qū                  |
| Nanchino 南京市 Nánjīng Shì          | Distretto di Yuhuatai     | 雨花台区                  | Yǔhuātái Qū               |
| Nanchino 南京市 Nánjīng Shì          | Distretto di Jiangning    | 江宁区                    | Jiāngníng Qū              |
| Nanchino 南京市 Nánjīng Shì          | Contea di Lishui          | 溧水县                    | Lìshuǐ Xiàn               |
| Nanchino 南京市 Nánjīng Shì          | Contea di Gaochun         | 高淳县                    | Gāochún Xiàn              |
| Xuzhou 徐州市 Xúzhōu Shì             | Distretto di Yunlong      | 云龙区                    | Yúnlóng Qū                |
| Xuzhou 徐州市 Xúzhōu Shì             | Distretto di Gulou        | 鼓楼区                    | Gǔlóu Qū                  |
| Xuzhou 徐州市 Xúzhōu Shì             | Distretto di Jiawang      | 贾汪区                    | Jiǎwāng Qū                |
| Xuzhou 徐州市 Xúzhōu Shì             | Distretto di Quanshan     | 泉山区                    | Quánshān Qū               |
| Xuzhou 徐州市 Xúzhōu Shì             | Distretto di Tongshan     | 铜山区                    | Tóngshān Qū               |
| Xuzhou 徐州市 Xúzhōu Shì             | Contea di Suining         | 睢宁县                    | Suīníng Xiàn              |
| Xuzhou 徐州市 Xúzhōu Shì             | Contea di Pei             | 沛县                      | Pèi Xiàn                  |
| Xuzhou 徐州市 Xúzhōu Shì             | Contea di Feng            | 丰县                      | Fēng Xiàn                 |
| Xuzhou 徐州市 Xúzhōu Shì             | Pizhou                    | 邳州市                    | Pīzhōu Shì                |
| Xuzhou 徐州市 Xúzhōu Shì             | Xinyi                     | 新沂市                    | Xīnyí Shì                 |
| Lianyungang 连云港市 Liányúngǎng Shì | Distretto di Ganyu        | 赣榆区                    | Gànyú Qū                  |
| Lianyungang 连云港市 Liányúngǎng Shì | Distretto di Lianyun      | 连云区                    | Liányún Qū                |
| Lianyungang 连云港市 Liányúngǎng Shì | Distretto di Haizhou      | 海州区                    | Hǎizhōu Qū                |
| Lianyungang 连云港市 Liányúngǎng Shì | Contea di Guanyun         | 灌云县                    | Guànyún Xiàn              |
| Lianyungang 连云港市 Liányúngǎng Shì | Contea di Donghai         | 东海县                    | Dōnghǎi Xiàn              |
| Lianyungang 连云港市 Liányúngǎng Shì | Contea di Guannan         | 灌南县                    | Guànnán Xiàn              |
| Suqian 宿迁市 Sùqiān Shì             | Distretto di Sucheng      | 宿城区                    | Sùchéng Qū                |
| Suqian 宿迁市 Sùqiān Shì             | Distretto di Suyu         | 宿豫区                    | Sùyù Qū                   |
| Suqian 宿迁市 Sùqiān Shì             | Contea di Shuyang         | 沭阳县                    | Shùyáng Xiàn              |
| Suqian 宿迁市 Sùqiān Shì             | Contea di Siyang          | 泗阳县                    | Sìyáng Xiàn               |
| Suqian 宿迁市 Sùqiān Shì             | Contea di Sihong          | 泗洪县                    | Sìhóng Xiàn               |
| Huai'an 淮安市 Huái'ān Shì           | Distretto di Huai'an      | 淮安区                    | Huái'ān Qū                |
| Huai'an 淮安市 Huái'ān Shì           | Distretto di Qingjiangpu  | 清江浦区                  | Qīngjiāngpǔ Qū            |
| Huai'an 淮安市 Huái'ān Shì           | Distretto di Hongze       | 洪泽区                    | Hóngzé Qū                 |
| Huai'an 淮安市 Huái'ān Shì           | Distretto di Huaiyin      | 淮阴区                    | Huáiyīn Qū                |
| Huai'an 淮安市 Huái'ān Shì           | Contea di Jinhu           | 金湖县                    | Jīnhú Xiàn                |
| Huai'an 淮安市 Huái'ān Shì           | Contea di Xuyi            | 盱眙县                    | Xūyí Xiàn                 |
| Huai'an 淮安市 Huái'ān Shì           | Contea di Lianshui        | 涟水县                    | Liánshuǐ Xiàn             |
| Yancheng 盐城市 Yánchéng Shì         | Distretto di Tinghu       | 亭湖区                    | Tínghú Qū                 |
| Yancheng 盐城市 Yánchéng Shì         | Distretto di Yandu        | 盐都区                    | Yándū Qū                  |
| Yancheng 盐城市 Yánchéng Shì         | Dafeng                    | 大丰区                    | Dàfēng Qū                 |
| Yancheng 盐城市 Yánchéng Shì         | Contea di Sheyang         | 射阳县                    | Shèyáng Xiàn              |
| Yancheng 盐城市 Yánchéng Shì         | Contea di Funing          | 阜宁县                    | Fùníng Xiàn               |
| Yancheng 盐城市 Yánchéng Shì         | Contea di Binhai          | 滨海县                    | Bīnhǎi Xiàn               |
| Yancheng 盐城市 Yánchéng Shì         | Contea di Xiangshui       | 响水县                    | Xiǎngshuǐ Xiàn            |
| Yancheng 盐城市 Yánchéng Shì         | Contea di Jianhu          | 建湖县                    | Jiànhú Xiàn               |
| Yancheng 盐城市 Yánchéng Shì         | Dongtai                   | 东台市                    | Dōngtái Shì               |
| Yangzhou 扬州市 Yángzhōu Shì         | Distretto di Guangling    | 广陵区                    | Guǎnglíng Qū              |
| Yangzhou 扬州市 Yángzhōu Shì         | Distretto di Hanjiang     | 邗江区                    | Hánjiāng Qū               |
| Yangzhou 扬州市 Yángzhōu Shì         | Distretto di Jiangdu      | 江都区                    | Jiāngdū Qū                |
| Yangzhou 扬州市 Yángzhōu Shì         | Contea di Baoying         | 宝应县                    | Bǎoyìng Xiàn              |
| Yangzhou 扬州市 Yángzhōu Shì         | Yizheng                   | 仪征市                    | Yízhēng Shì               |
| Yangzhou 扬州市 Yángzhōu Shì         | Gaoyou                    | 高邮市                    | Gāoyóu Shì                |
| Taizhou 泰州市 Tàizhōu Shì           | Distretto di Hailing      | 海陵区                    | Hǎilíng Qū                |
| Taizhou 泰州市 Tàizhōu Shì           | Distretto di Gaogang      | 高港区                    | Gāogǎng Qū                |
| Taizhou 泰州市 Tàizhōu Shì           | Distretto di Jiangyan     | 姜堰区                    | Jiāngyàn Qū               |
| Taizhou 泰州市 Tàizhōu Shì           | Jingjiang                 | 靖江市                    | Jìngjiāng Shì             |
| Taizhou 泰州市 Tàizhōu Shì           | Taixing                   | 泰兴市                    | Tàixīng Shì               |
| Taizhou 泰州市 Tàizhōu Shì           | Xinghua                   | 兴化市                    | Xīnghuà Shì               |
| Nantong 南通市 Nántōng Shì           | Distretto di Chongchuan   | 崇川区                    | Chóngchuān Qū             |
| Nantong 南通市 Nántōng Shì           | Distretto di Tongzhou     | 通州区                    | Tōngzhōu Qū               |
| Nantong 南通市 Nántōng Shì           | Distretto di Haimen       | 海门区                    | Hǎimén Qū                 |
| Nantong 南通市 Nántōng Shì           | Contea di Rudong          | 如东县                    | Rúdōng Xiàn               |
| Nantong 南通市 Nántōng Shì           | Qidong                    | 启东市                    | Qǐdōng Shì                |
| Nantong 南通市 Nántōng Shì           | Rugao                     | 如皋市                    | Rúgāo Shì                 |
| Nantong 南通市 Nántōng Shì           | Hai'an                    | 海安市                    | Hǎi'ān Shì                |
| Zhenjiang 镇江市 Zhènjiāng Shì       | Distretto di Jingkou      | 京口区                    | Jīngkǒu Qū                |
| Zhenjiang 镇江市 Zhènjiāng Shì       | Distretto di Runzhou      | 润州区                    | Rùnzhōu Qū                |
| Zhenjiang 镇江市 Zhènjiāng Shì       | Distretto di Dantu        | 丹徒区                    | Dāntú Qū                  |
| Zhenjiang 镇江市 Zhènjiāng Shì       | Yangzhong                 | 扬中市                    | Yángzhōng Shì             |
| Zhenjiang 镇江市 Zhènjiāng Shì       | Danyang                   | 丹阳市                    | Dānyáng Shì               |
| Zhenjiang 镇江市 Zhènjiāng Shì       | Jurong                    | 句容市                    | Jùróng Shì                |
| Changzhou 常州市 Chángzhōu Shì       | Distretto di Zhonglou     | 钟楼区                    | Zhōnglóu Qū               |
| Changzhou 常州市 Chángzhōu Shì       | Distretto di Tianning     | 天宁区                    | Tiānníng Qū               |
| Changzhou 常州市 Chángzhōu Shì       | Distretto di Xinbei       | 新北区                    | Xīnběi Qū                 |
| Changzhou 常州市 Chángzhōu Shì       | Distretto di Wujin        | 武进区                    | Wǔjìn Qū                  |
| Changzhou 常州市 Chángzhōu Shì       | Distretto di Jintan       | 金坛区                    | Jīntán Qū                 |
| Changzhou 常州市 Chángzhōu Shì       | Liyang                    | 溧阳市                    | Lìyáng Shì                |
| Wuxi 无锡市 Wúxī Shì                 | Distretto di Liangxi      | 梁溪区                    | Liángxī Qū                |
| Wuxi 无锡市 Wúxī Shì                 | Distretto di Binhu        | 滨湖区                    | Bīnhú Qū                  |
| Wuxi 无锡市 Wúxī Shì                 | Distretto di Huishan      | 惠山区                    | Huìshān Qū                |
| Wuxi 无锡市 Wúxī Shì                 | Distretto di Xishan       | 锡山区                    | Xīshān Qū                 |
| Wuxi 无锡市 Wúxī Shì                 | Distretto di Xinwu        | 新吴区                    | Xīnwú Qū                  |
| Wuxi 无锡市 Wúxī Shì                 | Jiangyin                  | 江阴市                    | Jiāngyīn Shì              |
| Wuxi 无锡市 Wúxī Shì                 | Yixing                    | 宜兴市                    | Yíxīng Shì                |
| Suzhou 苏州市 Sūzhōu Shì             | Distretto di Gusu         | 姑苏区                    | Gūsū Qū                   |
| Suzhou 苏州市 Sūzhōu Shì             | Distretto di Huqiu        | 虎丘区                    | Hǔqiū Qū                  |
| Suzhou 苏州市 Sūzhōu Shì             | Distretto di Wuzhong      | 吴中区                    | Wúzhōng Qū                |
| Suzhou 苏州市 Sūzhōu Shì             | Distretto di Xiangcheng   | 相城区                    | Xiàngchéng Qū             |
| Suzhou 苏州市 Sūzhōu Shì             | Distretto di Wujiang      | 吴江区                    | Wújiāng Qū                |
| Suzhou 苏州市 Sūzhōu Shì             | Kunshan                   | 昆山市                    | Kūnshān Shì               |
| Suzhou 苏州市 Sūzhōu Shì             | Taicang                   | 太仓市                    | Tàicāng Shì               |
| Suzhou 苏州市 Sūzhōu Shì             | Changshu                  | 常熟市                    | Chángshú Shì              |
| Suzhou 苏州市 Sūzhōu Shì             | Zhangjiagang              | 张家港市                  | Zhāngjiāgǎng Shì          |